# The Diary of Alicia Keys
The Diary of Alicia Keys è il secondo album in studio della cantautrice statunitense Alicia Keys, pubblicato nel 2003 dalla J Records.
Accolto positivamente dalla critica musicale, il progetto ha ottenuto sei candidature ai Grammy Awards, tra cui all'album dell'anno e alla canzone dell'anno per If I Ain't Got You. Nel corso della premiazione ha vinto tre premi: miglior Album R&B, miglior interpretazione R&B femminile per If I Ain't Got You e alla miglior canzone R&B per You Don't Know My Name. L'album è stato inserito nell'aggiornamento del 2023 de I 500 migliori album secondo Rolling Stone.
Commercialmente, The Diary of Alicia Keys ha esordito in prima posizione della classifica statunitense Billboard 200, divenendo il secondo album in studio consecutivo di Keys a ottenere tale risultato. Nonostante non abbia raggiunto alti piazzamenti nelle classifiche di vendita internazionali al suo esordio, l'album ha ottenuto negli anni successo nelle vendite, vendendo oltre 8 milioni di copie globalmente al 2007.
Il 1º dicembre 2023 è uscita una riedizione per il 20º anniversario della pubblicazione originale dell'album, con nove tracce aggiuntive. Ai Grammy Awards 2024 l'album si è aggiudicato la vittoria nella categoria miglior album con audio immersivo.

## Antefatti e descrizione
Successivamente alla pubblicazione dell'album di debutto Songs in A Minor, Keys ha intrapreso il Songs in A Minor Tour (2001-2002) a sostegno dell'album, iniziando a scrivere e comporre nuove canzoni. A causa della grande popolarità e del successo commerciale di Songs in A Minor, Keys ha raccontato di aver ricevuto molta pressione sul secondo progetto. Tuttavia la cantante era sicura della sua capacità di scrivere canzoni e nella sua abilità di musicista, disertando la possibilità di numerosi ospiti nell'album. Riguardo al processo di composizione e realizzazione, il collaboratore dell'album Kerry Brothers, Jr. ha dichiarato nel 2018:
(Kerry Brothers, Jr.)

Le prime sessioni di registrazione si sono svolte al Kampo Studio di Tribeca di Ann Mincieli nel 2002 e la prima canzone registrata è stata la traccia di chiusura dell'album Nobody Not Really. Successivamente Keys ha lavorato con Kerry Brothers, Jr., Kanye West, Timbaland, Dr. Dre, Easy Mo Bee, D'wayne Wiggins e Kumasi. Altre sessioni di produzione e registrazione si sono svolte in altri studio di New York, Miami e in Europa tra Parigi, Amsterdam e Londra. Keys ha dichiarato riguardo al progetto:

## Singoli
I singoli estratti dall'album sono quattro: You Don't Know My Name, If I Ain't Got You, Karma e Diary. Diary è stato pubblicato solo negli Stati Uniti. You Don't Know My Name è la miglior canzone R&B e If I Ain't Got You la miglior performance vocale femminile R&B ai Grammy Awards del 2005. Tre dei quattro singoli estratti hanno conquistato la top 10 della Billboard Hot 100, mentre l'ultimo, Karma, ha raggiunto la top 20.

## Accoglienza
The Diary of Alicia Keys ha ricevuto recensioni generalmente positive dalla critica, venendo considerato tra i miglior album pubblicati dalla cantante. Su Metacritic, sito che assegna un punteggio normalizzato su 100 in base a critiche selezionate, ha un punteggio medio di 71, basato su 17 recensioni. Nel 2007 la Rock and Roll Hall of Fame ha inserito l'album nella lista dei 200 album definitivi di tutti i tempi; l'album è stato anche classificato al numero 129 nella lista dei 200 migliori album di tutti i tempi del New York Daily News, e al numero 277 nella revisione del 2023 della lista de I 500 migliori album secondo Rolling Stone.
Sal Cinquemani di Slant Magazine ha affermato che «trionfa» sui «risultati» neo soul già sperimentati in Songs in A Minor ed è il progetto risulta essere «un abile mix di modernismo e classicismo, per non parlare che farà strada e classe». Jon Pareles, scrivendo sul The New York Times, ha affermato che «ci è voluto The Diary of Alicia Keys per testimoniare che il cantautorato soul può sopravvivere» e ha ritenuto che l'album  «riecheggia suoni soul familiari, ma Keys sembra imperterrita dalle sue fonti, e sta imparando velocemente a produrre grande musica».
Rob Sheffield, scrivendo su Rolling Stone, ha definito l'album «una dichiarazione sicura e adulta, intrisa della complicata vita sentimentale e dei sogni musicali di una giovane donna ambiziosa che ha assorbito abbastanza dischi di Nina Simone e Aretha Franklin per essere all'altezza della promessa soul di Harlem's Nocturne». Alexis Petridis, scrivendo sul The Guardian, lo ha trovato creativamente sicuro e inficiato da «anodini numeri lenti costellati da sapienti riferimenti a vecchi dischi».
In una recensione mista, Josh Tyrangiel del Time ha affermato che le prime sei canzoni dell'album sono «modelli di come fare musica nostalgica che non sia anti-presente», ma la seconda metà «si appiattisce». David Browne, scrivendo su Entertainment Weekly, ha affermato in modo simile che la seconda metà dell'album «va alla deriva in un semi narcotizzato tema di ballate su pianoforte retro-soul seriali e uguali le une alle altre».

## Riconoscimenti
- Grammy Award[38]
  - 2005 – Miglior Album R&B
  - 2005 – Candidatura all'album dell'anno
- Billboard Music Award[39]
  - 2005 – Candidatura al miglior album della Billboard 200
  - 2005 – Candidatura al miglior album R&B/Hip-Hop
- NAACP Image Award[40]
  - 2005 – Miglior album
- Soul Train Music Awards[41]
  - 2005 – Miglior R&B/Soul femminile

## Tracce
1. Karma – 4:15 (Kerry Brothers Jr., Taneisha Smith, Alicia Keys)
2. Heartburn – 3:28 (Alicia Keys, Tim Mosley, Walter Millsap III, Candice Nelson, Erika Rose)
3. If I Was Your Woman/Walk On By – 3:06 (Gloria Jones, Clarence McMurray, Pam Sawyer, Burt Bacharach, Hal David)
4. You Don't Know My Name – 6:06 (Alicia Keys, Kanye West, Harold Lilly, J. R. Bailey, Mel Kent, Ken Williams)
5. If I Ain't Got You – 3:48 (Alicia Keys)
6. Diary (feat. Tony! Toni! Toné!) – 4:44 (Alicia Keys, Kerry Brothers Jr.)
7. Dragon Days – 4:36 (Alicia Keys)
8. Wake Up – 4:27 (Alicia Keys, Kerry Brothers Jr.)
9. So Simple – 3:49 (Alicia Keys, Harold Lilly, Andre Harris, Vidal Davis)
10. When You Really Love Someone – 4:09 (Alicia Keys, Kerry Brothers Jr.)
11. Feeling U, Feeling Me – 2:07 (Alicia Keys)
12. Slow Down – 4:18 (Alicia Keys, L. Green, Erika Rose)
13. Samsonite Man – 4:12 (Alicia Keys, Erika Rose)
14. Nobody Not Really – 2:56 (Alicia Keys, Taneisha Smith)

Bonus track per Giappone e Regno Unito
1. Streets of New York (feat. Nas & Rakim) – 4:55 (Eric Barrier, Nasir Jones, Chris Martin, William Griffin, Alicia Keys, Taneisha Smith)

CD bonus per l'Edizione Speciale (America Latina, Australia, Corea, Germania, Giappone)
1. If I Ain't Got You (Remix feat. Usher) – 3:52 (Alicia Keys)
2. If I Ain't Got You (Spanish Version feat. Arturo Sandoval) – 3:53 (Alicia Keys)
3. If I Ain't Got You' (Kanye West Remix) – 3:47 (Alicia Keys)
4. You Don't Know My Name/Will You Ever Know It (Reggae Mix) – 7:37 (Alicia Keys, Kanye West, Harold Lilly, James Ralph Bailey, Melvin Kent, Ken Williams)
5. You Don't Know My Name (Video)
6. If I Ain't Got You (Video)
7. Diary (feat. Tony! Toni! Toné!) (Video)

## Successo commerciale
The Diary of Alicia Keys ha esordito al primo posto della classifica statunitense Billboard 200, vendendo 618 000 copie nella prima settimana di vendita, divenendo il secondo album dell'artista a ottenere tale risultato. L'album ha trascorso in totale 88 settimane in classifica, uscendo al numero 198 nel 2005.  L'11 agosto 2020, l'album è stato certificato quintuplo disco di platino dalla Recording Industry Association of America per le vendite di oltre cinque milioni di unità equivalente ad album negli Stati Uniti. Nel Regno Unito, The Diary of Alicia Keys ha esordito alla posizione numero 13 della Official Albums Chart e in cima alla UK R&B Albums Chart.

## Classifiche
| Classifiche (2003-2005) | Posizione raggiunta |
| ----------------------- | ------------------- |
| Australia               | 22                  |
| Austria                 | 25                  |
| Belgio (Fiandre)        | 13                  |
| Belgio (Vallonia)       | 25                  |
| Canada                  | 15                  |
| Danimarca               | 16                  |
| Finlandia               | 9                   |
| Francia                 | 5                   |
| Germania                | 10                  |
| Irlanda                 | 37                  |
| Italia                  | 20                  |
| Norvegia                | 7                   |
| Nuova Zelanda           | 25                  |
| Paesi Bassi             | 2                   |
| Portogallo              | 23                  |
| Regno Unito             | 13                  |
| Spagna                  | 94                  |
| Stati Uniti             | 1                   |
| Svezia                  | 24                  |
| Svizzera                | 1                   |